# David dels Espectadors
El premi David dels Espectadors (en italià: David dello spettatore) és un premi de cinema que anualment atorga l'Acadèmia del Cinema Italià (ACI, Accademia del Cinema Italiano) com a part del David di Donatello, a partir de l'edició del 2019.
S'atorga a la pel·lícula amb el major nombre d'entrades venudes (i no la major recaptació) calculada a finals de febrer.

## Guanyadors i candidats
Els guanyadors són indicats en negreta.

### Anys 2010
- 2019 - A casa tutti bene, dirigida per Gabriele Muccino - 1.430.000 espectadors.[3]

### Anys 2020
- 2020 - Il primo Natale, dirigida per Ficarra i Picone - 2.363.303 espectadors.[4]